# Giuseppe Romano (1962)
Giuseppe Romano (Palermo, 18 luglio 1962) è un allenatore di calcio ed ex calciatore italiano, di ruolo centrocampista.

## Carriera
La carriera di Romano inizia calciando i primi palloni con la maglia della Stella D'Oriente di Palermo, poi passa nelle giovanili del Palermo e, dopo un anno in Interregionale con la maglia del Favara, approda al Licata di un anch'egli appena arrivato Zdeněk Zeman. Romano, centrocampista con spiccate doti offensive, è uno dei trascinatori della squadra e nelle sei stagioni consecutive in riva al Salso, è tra i più utilizzati e garantisce anche un discreto bottino di marcature. Dopo l'anno della salvezza in Serie B, approda alla corte della Triestina, sempre tra i cadetti, dove ottiene un'altra salvezza, mentre l'anno dopo, a novembre si trasferisce al Como, in Serie C1, dove perde un'altra promozione in Serie B soltanto allo spareggio contro il Venezia (2-1, a Cesena). L'anno successivo ritorna tra gli alabardati della Triestina, frattanto ritornati in C1, ma durante la stagione passa tra le file del Catania, avversario quell'anno del Licata, che terminerà al sesto posto. Nel 1992/93, Romano torna a giocare con il Licata e, dopo la salvezza ottenuta nello spareggio di Lamezia Terme contro il Savoia (1-0, gol di Di Corcia), arriva la retrocessione l'anno successivo. Dopo Licata, Romano torna al Catania, in CND, e poi approda alla Juveterranova, con la quale ottiene la promozione in C2 e l'ottavo posto l'anno seguente. Ha disputato gli ultimi anni della sua carriera da calciatore con la maglia del Messina. Con i giallorossi il nuovo tecnico ha ottenuto diverse promozioni, partendo dal CND, arrivando fino in Serie B nel 2001/02, l'anno del suo ritiro dal calcio giocato, alle soglie dei 40 anni.

## Allenatore
Inizia la carriera di allenatore nel 2002-03, quando viene chiamato alla guida dell'Associazione Sportiva Dilettantistica Licata.
L'anno successivo passa sulla panchina dell'Associazione Sportiva Dilettantistica Città di Comiso.
Nel 2004-05 viene ingaggiato dal Ragusa Calcio, mentre dal 2005 al 2007 torna alla guida del Comiso.
Nella stagione 2007-08 assume la guida dei biancorossi del Vittoria Calcio, mentre per i successivi due anni diviene l'allenatore del Modica.
Nell'estate del 2010 viene ingaggiato dal Siracusa, venendo però esonerato a stagione in corso, mentre dal 2011-13 torna dove aveva iniziato la carriera di tecnico, ovvero al Licata.
Nella stagione 2013-14 assume la guida del Favara.
Terminata questa esperienza dal 2014 al 2016 viene ingaggiato dal Noto, mentre nella stagione 2016-17 assume la guida dello Scordia. Nella stagione 2017-18 diviene allenatore del Gela, in serie D. Esperienza poco fortunata questa, che si chiude a ottobre 2017 con l'esonero.
A Novembre 2018 viene chiamato alla guida dell'Acireale, dove rimane sino al termine della stagione.
Nell'estate 2019 assume la guida dei biancorossi del Canicattì,in eccellenza, dove rimane sino al termine della stagione 2020-21.
Dopo essersi inizialmente accasato all'Akragas, il 9 agosto 2021 viene annunciato il suo ritorno sulla panchina del Licata, in serie D. Il 12 novembre 2024, con la squadra in piena zona play-out, rassegna le dimissioni. Il 18 dicembre seguente, dopo le dimissioni di Marco Coppa viene richiamato alla guida della squadra. Riesce a portare i gialloblù ai playout, dove però vengono sconfitti dalla Castrum Favara, retrocedendo così nel torneo di Eccellenza.

## Palmarès

### Club

#### Competizioni nazionali
- Campionato Nazionale Dilettanti: 3

Catania: 1994-1995
Juveterranova Gela: 1995-1996
Messina: 1997-1998
- Serie C2: 2

Licata: 1984-1985
Messina: 1999-2000
- Serie C1: 1

Licata: 1987-1988